# 피에르 베르니오

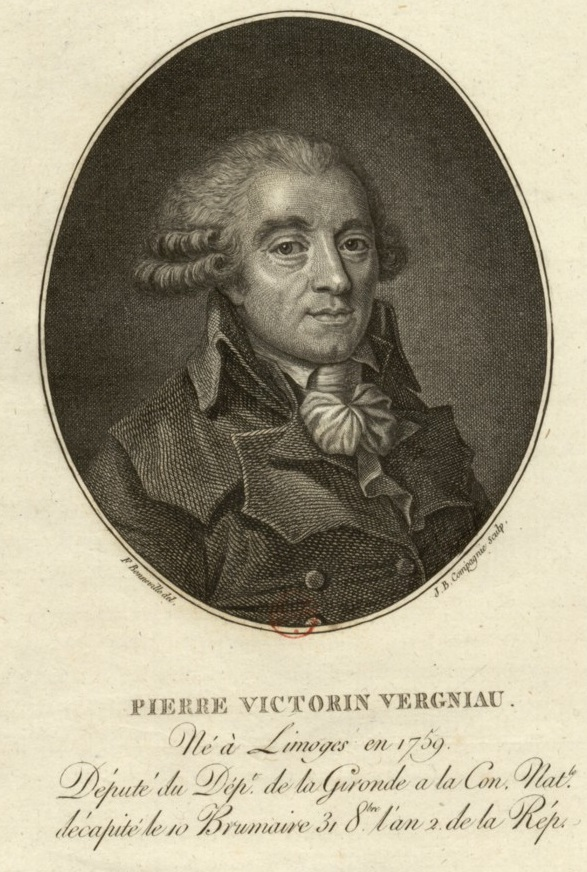

피에르 베르니오(Pierre Victurnien Vergniaud, 1753년 3월 31일 - 1793년 10월 31일)는 프랑스 혁명의 지도자이다.

## 생애
리무쟁 주의 부르주아 출신이다. 안 로베르 자크 튀르고의 도움으로 파리에서 공부하여 변호사가 된다. 입법의회에서 의원으로 선출되어 브리소와 함께 지롱드 파의 지도자 중 한 사람이 된다.
연설로 “지롱드의 독수리”라는 별명을 얻었다. 로베스피에르와 대립하고 집에 감금되어 1793년의 지롱드 파의 몰락과 공포 정치 때 다른 동지들과 함께 처형되었다.